# Billy Ritchie
Billy Ritchie (Newtongrang, 11 de septiembre de 1936-11 de marzo de 2016) fue un futbolista británico que jugaba en la demarcación de portero.

## Selección nacional
Jugó un partido con la selección de fútbol de Escocia. Lo hizo el 2 de mayo de 1962 en un encuentro amistoso contra Uruguay en Hampden Park que finalizó con un resultado de 2-3 a favor del combinado uruguayo.

## Clubes
| Club               | País    | Año         | Partidos | Goles |
| ------------------ | ------- | ----------- | -------- | ----- |
| Rangers FC         | Escocia | 1955 - 1967 | 207      | 0     |
| Partick Thistle FC | Escocia | 1967 - 1970 | 57       | 0     |
| Motherwell FC      | Escocia | 1970 - 1976 | 13       | 0     |
| Stranraer FC       | Escocia | 1976 - 1980 | 23       | 0     |

### Campeonatos nacionales
| Título                     | Club       | País    | Año  |
| -------------------------- | ---------- | ------- | ---- |
| Premier League de Escocia  | Rangers FC | Escocia | 1956 |
| Premier League de Escocia  | Rangers FC | Escocia | 1957 |
| Premier League de Escocia  | Rangers FC | Escocia | 1959 |
| Premier League de Escocia  | Rangers FC | Escocia | 1961 |
| Premier League de Escocia  | Rangers FC | Escocia | 1963 |
| Premier League de Escocia  | Rangers FC | Escocia | 1964 |
| Copa de Escocia            | Rangers FC | Escocia | 1960 |
| Copa de Escocia            | Rangers FC | Escocia | 1962 |
| Copa de Escocia            | Rangers FC | Escocia | 1963 |
| Copa de Escocia            | Rangers FC | Escocia | 1964 |
| Copa de Escocia            | Rangers FC | Escocia | 1966 |
| Copa de la Liga de Escocia | Rangers FC | Escocia | 1961 |
| Copa de la Liga de Escocia | Rangers FC | Escocia | 1962 |
| Copa de la Liga de Escocia | Rangers FC | Escocia | 1964 |
| Copa de la Liga de Escocia | Rangers FC | Escocia | 1965 |